# طراد حميدية
الطراد حميدية (بالتركية:Hamidiye Kruvazörü) طراد عثماني خفيف شهد حروب البلقان الأولى والثانية والحرب العالمية الأولى، طلبت البحرية العثمانية بناءه عام 1900 من شركة ارمسترونغ ويتورث. دُشن في أبريل 1902 ودخل الخدمة لدى البحرية العثمانية في أبريل 1904.  يزن الطراد 3,904 طن وطوله 112م بعرض 14.5م وغاطس 4.8م، بالبداية حمل الطراد اسم «عبد الحميد» نسبة إلى السلطان عبد الحميد الثاني ثم غُير الاسم بعد ثورة تركيا الفتاة عام 1908 ليصبح «حميدية». 
ظل الطراد في يعمل في البحرية العثمانية حتى نهاية الحرب العالمية الأولى حيث سلم الطراد للحكومة البريطانية كتعويضات عن الحرب طبقا لمعاهدة سيفر 1920 إلا أن الطراد أُعيد لجمهورية تركيا في 1925 بناء على معاهدة لوزان 1923.

## التصميم

### الخصائص العامة
يبلغ طول حميدية الاجمالي 112م في حين يبلغ الطول ما بين العمود الأمامي والخلفي للسفينة 103.6م بعرض 14.48م يبلغ حجم الإزاحة بالحمولة المعتادة 3904 طن (3,842 طن طويل ; 4,303 طن قصير) والسفينة محمية بدروع كروب، نظام التدريع يتألف من السطح المدرع للسفينة وتبلغ سماكة اجزاءه الافقية 380 ملم أما جوانب السفينة فسماكتها 100 ملم1.5 بوصة (3.8 سـم)
الطراد مجهز بمحركين بخاريين من أربع اسطوانات ثلاثية التمدد بقوم 12,500 حصان تمنح الطراد سرعة قصوى تبلغ 22.2 عقدة (41.1 كم/س).

### التسليح
امتلك الطراد 22 مدافعا سريع الإطلاق من أعيرة متفاوتة، وهي مدفعين من عيار 150 ملم و8 مدافع من عيار 120 ملم و6 مدافع عيار 47 ملم و6 مدافع عيار 37 إضافة أنبوبتي طوربيد عيار 457 ملم. كما جُهز بمحركين بخاريين
من أربع اسطوانات ثلاثية التمدد تمنح الطراد سرعة قصوى تبلغ 22.2 عقدة.